# Psoriasi
La psoriasi (del grec ψώρα, sarna) és una malaltia autoimmunitària genètica crònica de la pell que produeix lesions escatoses, engruixides i inflamades. Afecta per igual els dos sexes. No és una malaltia contagiosa i s'estima que afecta prop del 2 per cent de la població amb una àmplia variabilitat clínica i evolutiva.
La causa de la psoriasi no és encara coneguda, encara que el seu origen sembla autoimmunitari. Se sap que respon a un trastorn bioquímic i immunitari. No és causada per cap agent microbià (bacteri, virus, fong) ni paràsit. Hi ha factors hereditaris que predisposen a la psoriasi. Les situacions d'estrès emocional, una mala dieta, l'obesitat i el sedentarisme agreugen aquesta malaltia.
La psoriasi sol aparèixer entre els quinze i els trenta-cinc anys, si bé pot aparèixer a qualsevol edat. La seua extensió i gravetat és molt variable d'una persona a una altra i en el temps. Actualment hi ha molts tractaments que blanquegen la psoriasi, és a dir, disminueixen o fan desaparèixer els símptomes encara que no la curen. Aquesta malaltia es pot classificar en funció de l'àrea de pell afectada i de les àrees afectades en lleu, moderada o greu.

## Zones de la pell afectades

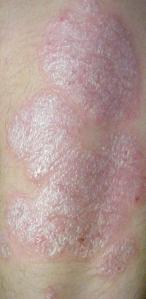
Placa de psoriasi al braç

La psoriasi pot afectar colzes, genolls, esquena, tòrax, abdomen, cames, braços, mans, peus, cara, cuir cabellut, orelles, ungles i genitals.

## Tipus de psoriasi

### Psoriasi en plaques
Causa lesions amb formació simètrica de plaques enrogides recobertes d'escates de color blanc-platejades de l'epidermis. És la més comuna. D'aparició per qualsevol zona de la pell, especialment genolls, colzes, i cuir cabellut. Té tendència a recidivar, mesos després d'haver-se guarit, en el mateix lloc d'inici. El signe d'Auspitz és característic, però no exclusiu, d'aquesta mena de psoriasi. Fou descrit pel dermatòleg alemany Heinrich Auspitz (1835-1886) l'any 1883. Consisteix en l'aparició de petits punts sagnants cutanis al treure les escates superficials.

### Psoriasiguttatao de gotes
Psoriasi en forma de gotes o punts petits. Es pot produir després de patir una infecció estreptocòccica o de les vies respiratòries superiors a causa d'un virus, ja sigui un procés gripal o un refredat. Es dona amb més freqüència en infants i joves i sol tenir un bon pronòstic i desaparèixer. D'aparició en braços, cames i tronc.

### Psoriasi pustulosa
Causa lesions que pareixen grans de pus, sense ser infeccioses, apareixen en la pell. Els brots de psoriasi pustulosa poden ser desencadenats per medicaments, infeccions, estrès o l'exposició a certs productes químics.

### Psoriasi invertida o de plecs
És un tipus de psoriasi que, a diferència de la psoriasi de plaques, afecta plecs de la pell, com les aixelles, engonals, genitals, etc. També apareix en la planta dels peus i les palmes de les mans.

### Psoriasi del cuir cabellut
És un tipus de psoriasi que afecta tot el cuir cabellut, i causa plaques de color blanc. Cursa amb molta pruïja i dolor.

### Psoriasi artropàtica
És una forma d'artritis relacionada amb la psoriasi. Afecta un percentatge baix d'afectats de psoriasi, però els seus efectes són més invalidants. És molt important tractar-la amb el reumatòleg. Alguns medicaments per a la psoriasi com el metotrexat són efectius tant per a les plaques com per a l'artritis psoriàsica.

## Efectes en la qualitat de vida
Pot suposar una minva en la qualitat de vida de les persones afectades degut als símptomes com les lesions cutànies o pruïja.

## Causes
No s'ha descobert una causa concreta de la psoriasi. L'existència de diferents factors hereditaris està demostrada, encara que no és un únic gen defectuós, sinó una combinació d'ells, amb la qual cosa és considerada una malaltia poligènica, i això explica que la psoriasi sigui tan variable d'una persona a una altra.
En alguns casos es coneix la causa que desencadena un brot de psoriasi. Pot ser l'estrès, algunes vacunes contra la malària, infeccions per estreptococs.
Alguns factors la poden agreujar, però varien per a cada persona. S'han descrit l'estrès, l'alcohol, diversos aliments, alguns medicaments, traumatismes sobre la pell (fenomen de Köbner) com ara ferides o cremades, l'exposició directa de la pell a productes químics de neteja, etc.

## Tractaments
Des de fa segles se sap que la psoriasi millora a) prenent el sol amb moderació (cal evitar les hores centrals del dia), ja que els rajos ultraviolats tenen acció antiinflamatòria; b) prenent banys de mar, pel fet que els ions i sals que conté l'aigua del mar presenten propietats curatives de la pell; c) prenent banys en certs fangs i fangs medicinals i d) amb productes hidratants (olis, cremes, pomades o gels), que, tot i no guarir la malaltia, ajuden a mitigar la sequedat i irritació causada per la psoriasi.

### Tractaments tòpics
Són aquells que s'apliquen sobre la pell, sovint en pomades. Tenen menys efectes secundaris que els tractaments sistèmics, però els seus resultats poden no satisfer el pacient.

#### Emol·lients i queratolítics
Utilitzats com a adjuvants als altres tractaments, s'utilitzen per a hidratar, evitar l'aparició de fissures i eliminar escates. No s'han d'aplicar als plecs. Sol utilitzar-se vaselina salicílica al 2-5%.

#### Glucocorticoides
Es classifiquen en glucocorticoides de potència baixa, mitjana, alta i molt alta. Els seus efectes secundaris són proporcionals a la seua potència. A les zones piloses s'utilitzen en forma de loció i a les més queratinitzades en forma d'ungüent. Entre els més utilitzats hi ha la betametasona (Celestoderm, Diproderm). És un dels tractaments més usats. En la cara i els plecs s'han d'utilitzar de baixa potència o menys nombre de vegades que a la resta del cos.
El seu ús excessiu pot empitjorar la psoriasi (aparició de rebrots). A més es presenta taquifilàxia (els receptors als corticoides se saturen i són necessàries majors dosis amb el temps). La seva aplicació abusiva pot portar a un aprimament de la pell, a l'aparició d'estries i fins i tot a la supressió a escala hormonal de l'eix hipotàlem-hipòfisi.
Hi ha glucocorticoides de presa oral, però no es recomanen, ja que l'efecte rebrot és major.

#### Derivats de la vitamina D
Impedeixen l'hiperproliferació dels queratinòcits de la pell. El seu ús abusiu o prolongat pot portar a hipercalcèmia sanguínia. A vegades es poden aplicar com a teràpia alternativa als corticoides o com complementària d'aquests. Exemple: calcipotriol (Daivonex, Cortcal, Winzora). Alguns productes porten incorporats tant un derivat de la vitamina D amb un glucocorticoide (calcipotriol/betametasona, així descrit, o com a Daivobet, Psotriol, Prenamid o Enstilar).

### Fototeràpia
L'exposició a la llum ultraviolada provinent del sol o a quantitats controlades de rajos ultraviolats artificials, UVA o UVB, són utilitzats en el tractament de la psoriasi.
Existeixen làmpades de rajos UV de centres dermatològics i hospitals i altres d'ús personal. En tot cas, cal extremar les precaucions, limitar el temps d'exposició, la freqüència de repetició i evitar que la radiació abasti els ulls. És important que aquest tractament sigui dut a terme per un professional o bé assessorat molt directament per aquest.

#### PUVA
L'aplicació de rajos UVA artificials conjuntament amb un sensibilitzador natural de la pell, psoralèn, es coneix com a PUVA. El psoralèn bé s'ingereix (via sistèmica) o s'adhereix a la pell per immersió a banyeres amb una solució de psoralèn en aigua, prèviament a l'exposició de rajos UVA. L'aplicació de rajos UVA artificials en absència de psoralèn rarament produeix un efecte positiu. No s'ha d'abusar dels PUVA, a causa del perill que comporta el seu ús excessiu.

#### UVB
L'aplicació de rajos ultraviolats UVB, de banda estreta, de major energia que els UVA no requereix utilitzar psoralèn. Pel fet que els UVB tenen una longitud d'ona menor (és a dir més energètics) que els UVA, el risc de cremades i càncer de pell augmenta. No s'ha d'abusar dels UVB, a causa del perill que comporta el seu ús excessiu.

### Tractaments naturals
Per la psoriasi, també es recomanen sovint estades en zones on la naturalesa ha creat unes condicions ambientals favorables i amb un efecte terapèutic per a la millora de les molèsties que provoca aquesta malaltia. El més conegut és la zona de la mar Morta, on es poden realitzar teràpies i viatges de salut per respirar aire pur i ric en sals. El sol, l'aigua i una alimentació sana també causen efectes molt positius.

### Tractaments sistèmics
Actuen sobre tot l'organisme. La duració és variable. Fan desaparèixer les lesions durant un major o menor temps. Solament indicats pels dermatòlegs. Solen presentar majors efectes secundaris que els tractaments tòpics, per la qual cosa es reserven per a casos de psoriasi greu. L'agressivitat depèn del tractament.
Poden ser immunosupressors, com ara la ciclosporina. També són efectius el anticossos monoclonals que funcionen per bloqueig de molècules de superfície implicades en l'activació o migració de les cèl·lules inflamatòries i de mediadors proinflamatoris. Els aprovats per l'Agència Europea de Medicaments (AEM) són: efalizumab, etanercept, infliximab, adalimumab per al tractament de la psoriasi en plaques de moderada a severa de l'adult o quan el tractament sistèmic convencional no és prou efectiu o no es pot administrar per causa d'efectes adversos o contraindicacions.